# Basil Vogt
Basil Vogt (* 10. Dezember 1878 in Balzers; † 7. August 1939 in Steg) war ein liechtensteinischer Zimmermann, Landwirt und Landtagsabgeordneter.

## Biografie
Vogt, von Beruf Zimmermann und Landwirt, war von 1927 bis 1936 Vorsteher der Gemeinde Balzers. 1928 wurde er in den liechtensteinischen Landtag gewählt. 1930 schied er freiwillig aus selbigem wieder aus, da er wie die anderen drei Landtagsabgeordneten der Volkspartei (VP) die Meinung vertrat, dass die Wahlen 1928, da diese vorgezogene Wahlen waren, die Legislaturperiode von 1926 lediglich weitergeführt hätte und somit turnusgemäss in diesem Jahr Landtagswahlen stattfinden müssten und somit ihre Mandatszeit als beendet ansahen. 1932 wurde er erneut in den Landtag gewählt. 1936 sowie 1939 erfolgte seine Wiederwahl, jeweils für die Vaterländische Union (VU) in der die Volkspartei mittlerweile aufgegangen war. Vogt gehörte dem Landtag bis zu seinem Tod am 7. August 1939 an. Heinrich Brunhart rückte für ihn in den Landtag nach.
Für seine Verdienste verlieh ihm Fürst Franz I. 1937 das Silberne Verdienstzeichen.